# Charles-Marie de Braconnier
Charles-Marie de Braconnier, también conocido como Carlos Braconnier, (Arlon, Bélgica, 28 de junio de 1849 - Loosduinen, Países Bajos, 13 de marzo de 1917)  fue un militar y explorador belga, fundador de la estación de Léopoldville, hoy Kinsasa.

## Biografía

### Primeros años
Fue hijo del coronel Charles Michel Louis Braconnier y de Éléonore Zélie Aimée de Fraudigney. En 1885 se casó con Valentine Mosselman. Ingresó en el ejército belga, siguiendo la tradición familiar, y por orden del rey Leopoldo II de Bélgica, se unió a la Asociación Africana Internacional para participar en la colonización del Congo. Su hermano, Léon Braconnier, también serviría posteriormente en la colonia congoleña.

### Exploración del Congo
Fue uno de los primeros belgas que formaron un cuerpo de colaboradores de Henry Morton Stanley. En septiembre de 1880 se reunió con Stanley en Vivi. Se le encomendó la tarea de construir un camino para conectar Manyanga con la desembocadura del río Lufu.
En junio de 1881, Stanley y el capitán Braconnier organizaron los preparativos para la expedición al lago Malebo, descubierto por Stanley durante su primer viaje. En julio, Braconnier partió como explorador al mando de una gran tropa de nativos y más tarde se le unió Stanley. Transportaron en carros las partes desmanteladas de un barco fluvial, y tuvieron que subir pendientes abruptas, como la del Ngoma, y cruzar ríos profundos, como el Nkondo, hasta llegar al lago. Se encontraron con un enviado del explorador Brazza, que había firmado un tratado con el jefe Makoko por el que se autorizaba a Francia a establecer puestos en la orilla norte del lago. 
En septiembre de 1881, partieron de nuevo pero Stanley enfermó y Braconnier tomó el mando. Resultó herido en un percance con los carros de la expedición y tuvo que descansar varias semanas en una cabaña a orillas del río Congo. Braconnier trazó un camino en la meseta de Ijumbi, gracias al cual la columna pudo establecer su campamento en Usansi, en territorio de Makoko.

### Fundación de Léopoldville
En diciembre de 1881, el buque En-avant fue botado en el lago Malebo y pocos días después llegó a Kintamo, donde se fundó la estación de Léopoldville. A partir de principios de 1882, la construcción de la estación de Léopoldville estuvo a cargo del capitán Braconnier. Para protegerse de la población local, instaló un fortín, alrededor del cual luego dispuso edificios y cultivos.
En abril de 1883, Braconnier regresó a Bélgica y continuó su carrera militar. Debido a una enfermedad, murió durante la Primera Guerra Mundial, exiliado en los Países Bajos.